# さいたま国際マラソン
さいたま国際マラソン（さいたまこくさいマラソン、英語名：Saitama International Marathon）は、埼玉県さいたま市・越谷市を会場として開催されていたマラソン大会である。国際陸上競技連盟のシルバーラベルロードレースに指定されていた。

## 概要
フルマラソンは「代表チャレンジャーの部」と「一般フルマラソンの部」の2部門。「代表チャレンジャーの部」は女子専門のエリートレースとして行われ、翌年に開催される夏季五輪（リオデジャネイロのみ）、夏季アジア大会、世界陸上選手権の代表選考会女子の部第2戦として位置付けられていた。また、本大会と大阪国際女子マラソン、名古屋ウィメンズマラソンの3大会で3年おきに持ち回りで女子マラソンの日本選手権を兼ねて行われた。
また、2017年の第3回大会と2018年の第4回大会は、女子の部が2020年東京オリンピックのマラソン日本代表候補を決める「マラソングランドチャンピオンシップ」（通称:MGC）シリーズの対象レースに指定された。コースの難度を考慮し、設定記録が大阪国際や名古屋ウィメンズよりも1分遅く設定されたものの、結局2年ともMGCの出場権を獲得する選手は出なかった。
一般部門は男女参加可能で、第1回大会（2015年）では「一般（サブ4）の部」として制限時間が4時間に制限されていたが、第2回大会より6時間に拡大され「一般フルマラソンの部」に改称された。他に8km部門や、小中学生、親子、車いすなどを対象としたファンランも行われる。
なお、開催時期は2015年・第1回大会は11月第3日曜日（11月15日）に、2016年・第2回大会と2017年・第3回大会は、11月第2日曜日でそれぞれ決行されていた。しかし2018年・第4回大会からは、12月第2日曜日に変更して実施された。

### 第6回大会開催の見送り
2020年12月13日に2021年世界陸上競技選手権大会代表選考会の一つとして予定されていた第6回大会の開催を見送ることを同年1月27日に発表した。アップダウンの多いコースで好タイムが生まれにくいこと、全日本実業団対抗女子駅伝競走大会と日程が近いことから、実業団に所属している選手が敬遠したことなどから、有力選手の出場が少なくMGCの対象レースにもかかわらず、国内招待選手の参加は僅か1人だったことが理由として挙げられている。
2021年以降は「代表チャレンジャーの部」を廃止し、一般ランナー対象の市民マラソンとして存続させる方向で検討している。
そして2021年7月8日、さいたまランフェスとして2022年1月15・16日に埼玉スタジアム2002で開催することを発表した。開催当日は、新型コロナウイルスの感染が再び急拡大し開催が危ぶまれたが会場内で十分な感染予防策を取って無事開催にこぎつけた。
一方で本大会に代わる2022年世界陸上選手権（2021年より延期）代表選考会（JMC G1）については東京マラソン女子の部が選ばれたが、パリオリンピック代表選考会となるMGCファイナルチャレンジ（JMC GS）からは外され、大阪国際女子と名古屋ウィメンズの2大会が対象になった。
2024年2月12日に、さいたま国際マラソンとほぼ同じコース（発着点はさいたまスーパーアリーナ内部に変更）でさいたまマラソンが開催された。本大会の特別協賛だったりそなグループも協賛社の一角に連ねている。

## 開催の経緯
この大会は、さいたま市で開催されていたハーフマラソン主体の「さいたまシティマラソン」と、日本陸上競技連盟主催の国際大会代表選考レースとして横浜市で開催されていた「横浜国際女子マラソン」を統合した後継大会として開催されることになった。
さいたまシティマラソンは、さいたま市の母体となった三市が主催していた「与野大かやマラソン」（旧与野市・1979年開始）、「大宮市民マラソン」（旧大宮市・1990年開始）、「浦和ハーフマラソン」（旧浦和市・1995年開始）を三市合併に伴って統合し2002年より毎年2月に開催してきたが、フルマラソン化を2011年より検討開始し2016年度までの実現を目指していた。
一方で横浜国際女子マラソンは、世界初の国際陸上競技連盟公認女子限定マラソン大会「東京国際女子マラソン」の系譜を受け継ぐ大会として2009年より毎年11月に開催されていたが、2014年限りで終了したため後継大会の開催が求められていた。
2015年4月15日にさいたま国際マラソンの開催が発表され、大会サポーターに埼玉県庁に勤務する世界選手権男子マラソン日本代表経験者の川内優輝が就任。2015年11月15日に第1回大会が開催された。
フルマラソンにはロシアのタチアナ・ペトロワ・アルヒポワも出場する予定だったが、ロシア陸上競技連盟が組織的なドーピング問題で国際陸上競技連盟から暫定的な資格停止処分を受けたことを受け、日本陸上競技連盟に参加資格の停止を通告され欠場した。
なお、さいたま市に編入された岩槻市（現在のさいたま市岩槻区）は合併前に「いわつき人形（ひな）の里マラソン」（1991年～2003年）を開催していたほか、埼玉県も県の設置120周年を祝う「埼玉120年」記念事業の一環として、上尾運動公園を発着点とする市民フルマラソン大会「彩の国さいたまマラソン」（1992年～2001年）を開催していたが、どちらも本大会が誕生する経緯とは無関係である。

## フルマラソン参加資格
- 日本代表チャレンジャーの部	
  - 招待競技者
    - 日本陸上競技連盟、主催者が招待する女性競技者

  - 一般競技者
    - 日本陸上競技連盟登録者
    - 大会当日満19歳以上で規定の記録を出している女性競技者
    - 日本陸上競技連盟、主催者が推薦する女性競技者
- 一般フルマラソンの部	
  - 大会当日19歳以上の競技者で、6時間00分（第1回は4時間00分[25]）以内に完走できる男女
    - 第1回は出場者4952人、脱落者1395人（スタート地点から39.4 km・ゴールの2.8km手前の第6関門での脱落者は150人以上）、完走率男性73.6%、女性56.2%[25][26]

## コース

### 第1回
- フルマラソン：さいたまスーパーアリーナ（スタート） → 西大通り → 新都心（南）交差点 → 埼玉県道159号さいたま北袋線（赤山東通り） → 下落合交差点 → 国道17号（中山道） → 北浦和駅入口交差点 → 国道463号浦和所沢バイパス（埼大通り） → 与野中央通り → 埼玉県道57号さいたま鴻巣線バイパス（埼玉りそな銀行前・新浦和橋通過） → 国道463号越谷浦和バイパス → 中尾陸橋下交差点 → 埼玉県道1号さいたま川口線（第二産業道路） → 山崎交差点手前（折り返し） → 埼玉県道1号さいたま川口線（第二産業道路） → 中尾陸橋下交差点 → 国道463号越谷浦和バイパス → 浦和美園駅西口（南）交差点 → さいたま市道（通称なし） → 埼玉スタジアム2002（折り返し） → さいたま市道（通称なし） → 国道463号越谷浦和バイパス → 神明町（北）交差点手前（折り返し） → 国道463号越谷浦和バイパス → 駒場運動公園交差点 → 埼玉県道35号川口上尾線（産業道路） → 本太中学校前交差点 → 元町通り → 北浦和駅東口交差点 → 埼玉県道164号鴻巣桶川さいたま線（旧中山道） → 吉敷町交差点 → 埼玉県道214号新方須賀さいたま線 → 上落合交差点 → 国道17号与野大宮道路（中山道） → 八幡通り交差点 → 八幡通り → さいたまスーパーアリーナ前（ゴール）[27]
  - コースの内訳は緑区約20km、浦和区約7.5 km、中央区約6km、岩槻区約5km、越谷市約2km、大宮区約1.5kmとなっている。
  - 20km〜29km付近までは低地部の平坦コースであるが、その他は最高標高地点が約20mであるものの[要出典]細かなアップダウンが多い[28]。
  - 高低差は17.6m[28]。
- 3 km、1.5 km、親子ファンラン：さいたま新都心内周回[29]

### 第2回
第1回大会とは一部ルートが変更された。主な変更点は、さいたまスーパーアリーナから駒場運動公園交差点の区間の往路復路が入れ替わった点と、山崎折り返しの廃止に伴って、埼玉スタジアムの折り返しと神明町の折り返しが延長され、さいたま新都心周辺のルートも長くなっている点である。また、第1回大会では開催日に同時開催されていた親子ランと1.5kmは、開催前日のファンランにて実施される事になった。
- フルマラソン：さいたまスーパーアリーナ（スタート） → 八幡通り → 与野中央通り → 埼玉県道214号新方須賀さいたま線 → 吉敷町交差点 → 旧中山道 → 北浦和駅東口交差点 → 元町通り → 本太中学校前交差点 → 産業道路 → 駒場運動公園交差点 → 国道463号越谷浦和バイパス → さいたま市道（通称なし） → さいたま市道（通称なし、順天堂大学病院建設地南側） → さいたま市道（通称なし） → 埼玉スタジアム2002北口（折り返し） → さいたま市道（通称なし） → さいたま市道（通称なし、順天堂大学病院建設地南側） → 尾ケ崎新田（折り返し） → さいたま市道（通称なし） → 国道463号越谷浦和バイパス → 神明町（北）交差点（折り返し） → 国道463号越谷浦和バイパス → 埼玉県道57号さいたま鴻巣線バイパス（新浦和橋・埼玉りそな銀行前通過）→ 与野中央通り → 浦和所沢バイパス（埼大通り） → 北浦和駅入口交差点 → 国道17号（中山道） → 八幡通り交差点 → 八幡通り → さいたまスーパーアリーナ前（ゴール）
  - コースの内訳は緑区約18km、浦和区約7.5 km、岩槻区約6.5 km、中央区約6km、越谷市約2.5 km、大宮区約1.5kmとなっている。
- 8 km：さいたまスーパーアリーナ（スタート） → 八幡通り → 与野中央通り → 埼玉県道214号新方須賀さいたま線 → 吉敷町交差点 → 旧中山道 → 北浦和駅東口交差点 → 元町通り → 本太中学校前交差点 → 産業道路 → 駒場運動公園（ゴール）
- 車いす、親子ラン、1.5 km、リレーマラソン：駒場運動公園内特設コース

### 第3回
フルマラソンコースのうち、尾ケ崎新田にあった第3折り返し地点を大門に変更。

### 第4回
フルマラソンコースのうち、大門にあった折り返し地点を東浦和駅入口に変更し、常磐7丁目交差点 - たつみ通り交差点間のルートを変更。

## 運営
- 主催 - 公益財団法人日本陸上競技連盟、埼玉県、さいたま市、読売新聞社、日本テレビ放送網
- 後援 - スポーツ庁、埼玉県教育委員会、さいたま市教育委員会、越谷市、越谷市教育委員会、埼玉県スポーツ協会、さいたま市スポーツ協会、越谷市体育協会、さいたまスポーツコミッション、報知新聞社、テレビ埼玉、FM NACK5、文化放送、JR東日本大宮支社、東武鉄道、埼玉新都市交通、埼玉高速鉄道
- 主管 - 埼玉陸上競技協会
- 特別協賛 - りそなグループ（りそな銀行、埼玉りそな銀行）
- 協賛 - （オフィシャルカー）本田技研工業、マイケア、プーマジャパン、コカ・コーラボトラーズジャパン、ダスキンレントオール
- 協力 - KNT-CTホールディングス、フォトクリエイト

## 歴代優勝者

### 代表チャレンジャーの部
| 回 | 開催日         | 優勝者                  | 国籍・所属 | タイム                     | 代表選考会等                                                           | 日本人最高位      |
| -- | -------------- | ----------------------- | ---------- | -------------------------- | ---------------------------------------------------------------------- | ----------------- |
| 1  | 2015年11月15日 | アツェデ・バイサ        | エチオピア | 2時間25分43秒              | リオデジャネイロオリンピック                                           | 吉田香織（2位）   |
| 2  | 2016年11月13日 | チェイエチ・ダニエル    | ケニア     | 2時間23分18秒              | ロンドン世界陸上競技選手権                                             | 那須川瑞穂（5位） |
| 3  | 2017年11月12日 | チェイエチ・ダニエル(2) | ケニア     | 2時間28分39秒 （参考記録） | ジャカルタアジア競技大会 マラソングランドチャンピオンシリーズ2017-2018 | 岩出玲亜（5位）   |
| 4  | 2018年12月9日  | ダリラ・ゴサ            | バーレーン | 2時間25分35秒              | ドーハ世界陸上競技選手権 マラソングランドチャンピオンシリーズ2018-2019 | 今田麻里絵（4位） |
| 5  | 2019年12月8日  | ペレス・ジェプチルチル  | ケニア     | 2時間23分55秒              | 東京オリンピック MGCファイナルチャレンジシリーズ2019-2020              | 吉田香織（6位）   |

※第1回のみ「日本代表チャレンジャーの部」
※第3回の第1位・第2位の記録は、スタッフの誘導ミスにより規定より短いルートを走ったため、公認記録として認められなかった。

### 一般の部
男子
| 回 | 開催日         | 優勝者     | 所属           | タイム        |
| -- | -------------- | ---------- | -------------- | ------------- |
| 1  | 2015年11月15日 | 児玉雄介   | コモディイイダ | 2時間18分50秒 |
| 2  | 2016年11月13日 | 石原洸     | 新電元工業     | 2時間25分34秒 |
| 3  | 2017年11月12日 | 川内優輝   | 埼玉県庁       | 2時間15分53秒 |
| 4  | 2018年12月9日  | 井上直紀   | 東京陸協       | 2時間20分03秒 |
| 5  | 2019年12月8日  | 寺田健太郎 | 大東文化大学   | 2時間18分18秒 |

女子
| 回 | 開催日         | 優勝者      | 所属             | タイム        |
| -- | -------------- | ----------- | ---------------- | ------------- |
| 1  | 2015年11月15日 | 澤畠朋美    | さわはた～ず     | 2時間43分26秒 |
| 2  | 2016年11月13日 | 澤畠朋美(2) | さわはた～ず     | 2時間48分11秒 |
| 3  | 2017年11月12日 | 澤畠朋美(3) | さわはた～ず     | 2時間41分30秒 |
| 4  | 2018年12月9日  | 澤畠朋美(4) | さわはた～ず     | 2時間35分58秒 |
| 5  | 2019年12月8日  | 山鹿由莉    | アミノバイタルAC | 2時間53分26秒 |

## 放送体制
テレビでは、毎回日本テレビ系列で代表チャレンジャーの部を中心に11:50まで中継。そこからは入れ替わりでテレ玉にて、一般の部を中心にメインチャンネルにてコースなどの各地リポート、サブチャンネルにてフィニッシュ前の定点映像を流す二次元中継を行っている。ラジオでは、文化放送（第4回まで）とFM NACK5で中継している。

### 第1回（2015年）
テレビ中継
- 日本テレビ系全国ネット（テレビ大分・テレビ宮崎を除く28局）：「りそなグループスポーツスペシャル 第1回さいたま国際マラソン」として、「日本代表チャレンジャーの部」（「一般（サブ4）の部」のスタートシーン含む）を生中継（9:00 - 11:50）。
- 日テレジータス：「さいたま国際マラソン2015 フルマラソン全員のフィニッシュ見せます」として、「日本代表チャレンジャーの部」の中継録画と「一般（サブ4）の部」の完走者のフィニッシュシーンを11月29日に放送（13:30 - 18:30）。
- テレビ埼玉：「第1回さいたま国際マラソン 一般の部 生中継」として、 「一般（サブ4）の部」をマルチチャンネル（テレ玉2は「第1回さいたま国際マラソン 市民ランナーのゴールシーンを全て見せます!」として、 フィニッシュ地点の定点映像を中継）で生中継（12:00 - 14:00）[40]。
- 応援ソング：大原櫻子「Dear My Dream」

ラジオ中継
- 文化放送：「文化放送スポーツスペシャル 第1回さいたま国際マラソン実況中継」として、第1部で「日本代表チャレンジャーの部」（9:00 - 12:00）、第2部で「一般（サブ4）の部」（12:00 - 13:00）を生中継。
- FM NACK5：「SUNDAY BIRDS Special〜さいたま国際マラソン〜」として、併催イベント「埼玉うまいもの市場」会場のけやきひろばからの生放送と交通規制エリアの交通情報を放送（8:00 - 12:00[41]、12:55 - 13:55）[29]。

### 第2回（2016年）
テレビ中継
- 日本テレビ系全国ネット（テレビ大分・テレビ宮崎を除く28局）：「りそなグループスポーツスペシャル 第2回さいたま国際マラソン」として、「日本代表チャレンジャーの部」（「一般フルマラソンの部」のスタートシーン含む）を生中継（9:00 - 11:50）。

出演（日本テレビ系）
特に別記なきものは日本テレビアナウンサー
- 1号車

解説：高橋尚子（シドニーオリンピック金メダリスト）
実況：蛯原哲
- 2号車

解説：赤羽有紀子（北京オリンピック女子陸上日本代表）
実況：佐藤義朗
- バイク（尾ヶ崎新田折返し地点兼務）

実況：上重聡
- スタート・フィニッシュ（さいたまスーパーアリーナ）

実況：菅谷大介
インタビュアー：中島芽生
- 埼玉スタジアム折返し地点

実況：辻岡義堂
- 神明町折返し地点

実況：後藤晴菜
- 日テレジータス：「第2回さいたま国際マラソン フルマラソン全員のフィニッシュ見せます」として、「日本代表チャレンジャーの部」の中継録画と「一般フルマラソンの部」の完走者のフィニッシュシーンを11月23日に放送（9:00 - 16:00）。
- テレビ埼玉：「第2回さいたま国際マラソン 情報LIVEステーション」として、 「一般フルマラソンの部」をマルチチャンネル（テレ玉2は「第2回さいたま国際マラソン 市民ランナーのゴールシーンを全て見せます!」として、 フィニッシュ地点の定点映像を中継）で生中継（11:45 - 15:45）。
- 応援ソング：西内まりや「Keep It Up」

ラジオ中継
- 文化放送：「文化放送スポーツスペシャル 第2回さいたま国際マラソン実況中継」として、第1部で「日本代表チャレンジャーの部」（9:00 - 12:00）、第2部で「一般フルマラソンの部」（12:00 - 13:00）を生中継。
- FM NACK5：「びーさんぼーいず〜Be SUNDAY BOYS〜 さいたま国際マラソンスペシャル」として、併催イベント「埼玉うまいもの市場」会場のけやきひろばからの生放送と交通規制エリアの交通情報を放送（8:00 - 12:00[41]）。

### 第3回（2017年）
テレビ中継
- 日本テレビ系全国ネット：「りそなグループスポーツスペシャル 第3回さいたま国際マラソン」として生中継（9:00 - 11:50）。
- 日テレジータス：「第3回さいたま国際マラソン」として11月19日に後日放送（15:30 - 18:30）。
- テレビ埼玉：テレ玉1では「さいたま国際マラソン 情報LIVEステーション」として、テレ玉2では「さいたま国際マラソン 一般フルマラソンの部全員のフィニッシュを見せます!」として、マルチチャンネルで生中継（11:50 - 15:45）。
- 応援ソング：chay「あともう少し」

#### ラジオ中継
- 文化放送：「文化放送スポーツスペシャル 第3回さいたま国際マラソン実況中継」として、生中継（9:00 - 13:00）。
- FM NACK5：「びーさんぼーいず 〜さいたま国際マラソンSPECIAL〜」として、併催イベント「埼玉うまいもの市場」会場のけやきひろばから生中継（8:00 - 12:00）。

#### ネット配信
- Hulu：「参加ランナー全員のフィニッシュシーン」配信

### 第4回（2018年）
テレビ中継
- 日本テレビ系全国ネット：「りそなグループスポーツスペシャル 第4回さいたま国際マラソン」として、「代表チャレンジャーの部」を生中継（9:00 - 11:50）。
- 日テレジータス：「第4回さいたま国際マラソン」として、「代表チャレンジャーの部」を12月15日に録画放送（15:30 - 18:30）。

出演（日本テレビ系）
特に別記なきものは日本テレビアナウンサー
- 1号車

解説：高橋尚子（シドニー五輪女子マラソン金メダリスト）
実況：森圭介
サブ：伊藤大海
- 2号車

解説：赤羽有紀子（北京五輪日本代表）
実況：佐藤義朗
- バイク

実況：山本紘之
- スタート・フィニッシュ（さいたまスーパーアリーナ）

実況：町田浩徳
優勝選手インタビュー：佐藤世那
サブ：市來玲奈
- 折り返し地点

第1地点（埼玉スタジアム）：川畑一志
第2地点（神明町）：山﨑誠
第3地点（東浦和）：辻岡義堂
- テレビ埼玉：テレ玉1では「さいたま国際マラソン 情報LIVEステーション」として、テレ玉2では「さいたま国際マラソンフルマラソン一般の部／女子ビギナーの部全員のフィニッシュを見せます!」として、マルチチャンネルで生中継（11:50 - 15:45）。
- 応援ソング：ももいろクローバーZ「GODSPEED」

#### ラジオ中継
- 文化放送：「文化放送スポーツスペシャル 第4回さいたま国際マラソン実況中継」として、生中継（9:00 - 13:00）。
- FM NACK5：「びーさんぼーいず 〜さいたま国際マラソンSPECIAL〜」として、併催イベント「うまいもの市場」会場のけやきひろばから生中継（8:00 - 12:00）。

出演（文化放送）
特に別記なきものは文化放送アナウンサー
- 放送センター

解説：増田明美（スポーツジャーナリスト）
実況：松島茂
情報センター：槇嶋範彦
- スタート・フィニッシュ（さいたまスーパーアリーナ）

解説：千葉真子（スポーツコメンテーター）
実況：寺島啓太
- リポーター

ランニングリポート：宇佐美菜穂（文化放送広報ランナー）
浦和美園駅前：長谷川太
新浦和橋：土井悠平
第1折り返し地点（埼玉スタジアム）：舘谷春香

#### ネット配信
- Hulu：「参加ランナー全員のフィニッシュシーン」配信

### 第5回（2019年）
テレビ中継
- 日本テレビ系全国ネット：「りそなグループスポーツスペシャル 第5回さいたま国際マラソン」として、「代表チャレンジャーの部」を生中継（9:00 - 11:50）。
- 日テレジータス：「第5回さいたま国際マラソン」として、「代表チャレンジャーの部」を12月15日に録画放送（9:30 - 12:30）。

出演（日本テレビ系）
特に別記なきものは日本テレビアナウンサー
- 1号車

解説：高橋尚子（シドニー五輪女子マラソン金メダリスト）
実況：森圭介
- 2号車

解説：赤羽有紀子（北京五輪日本代表）
実況：上重聡
- バイク

実況：山本紘之
- スタート・フィニッシュ（さいたまスーパーアリーナ）

実況：徳島えりか
- 折り返し地点

第1地点（埼玉スタジアム）：山﨑誠
第2地点（神明町）：杉野真実
第3地点（東浦和）：後藤晴菜
- テレビ埼玉：テレ玉1では「さいたま国際マラソン 情報LIVEステーション」として、テレ玉2では「フィニッシュ前LIVE映像〜さいたま国際マラソン情報LIVEステーション〜」として、マルチチャンネルで生中継（11:50 - 15:45）。
- 応援ソング：山本彩「TRUE BLUE」

#### ラジオ中継
- FM NACK5：「びーさんぼーいず 〜さいたま国際マラソンSPECIAL〜」として、併催イベント「うまいもの市場」会場のけやきひろばから生中継（8:00 - 12:00）。

#### ネット配信
- Hulu：「参加ランナー全員のフィニッシュシーン」配信